# Мирне (Синельниківський район)
Мирне (до 2025 року — Новий Посьолок) — село в Україні, в Раївській сільській територіальній громаді Синельниківського району Дніпропетровської області. Населення 291 особа (перепис 2001).

## Історія
Орган місцевого самоврядування до 2017 року — Миролюбівська сільська рада.
12 червня 2020 року, відповідно до розпорядження Кабінету Міністрів України № 709-р від «Про визначення адміністративних центрів та затвердження територій територіальних громад Дніпропетровської області», увійшло до складу Раївської сільської громади.
19 липня 2020 року в результаті ліквідації Синельниківського району село ввійшло до складу новоутвореного Синельниківського району.

## Географія
Село примикає до села Новочернігівське, на відстані 1,5 км розташоване село Миролюбівка. По селу протікає пересихаючий струмок з загатою.

## Інтернет-посилання
- Погода в селі Новий Посьолок

| Україна | Це незавершена стаття з географії України. Ви можете допомогти проєкту, виправивши або дописавши її. |